# Mięśniaki macicy

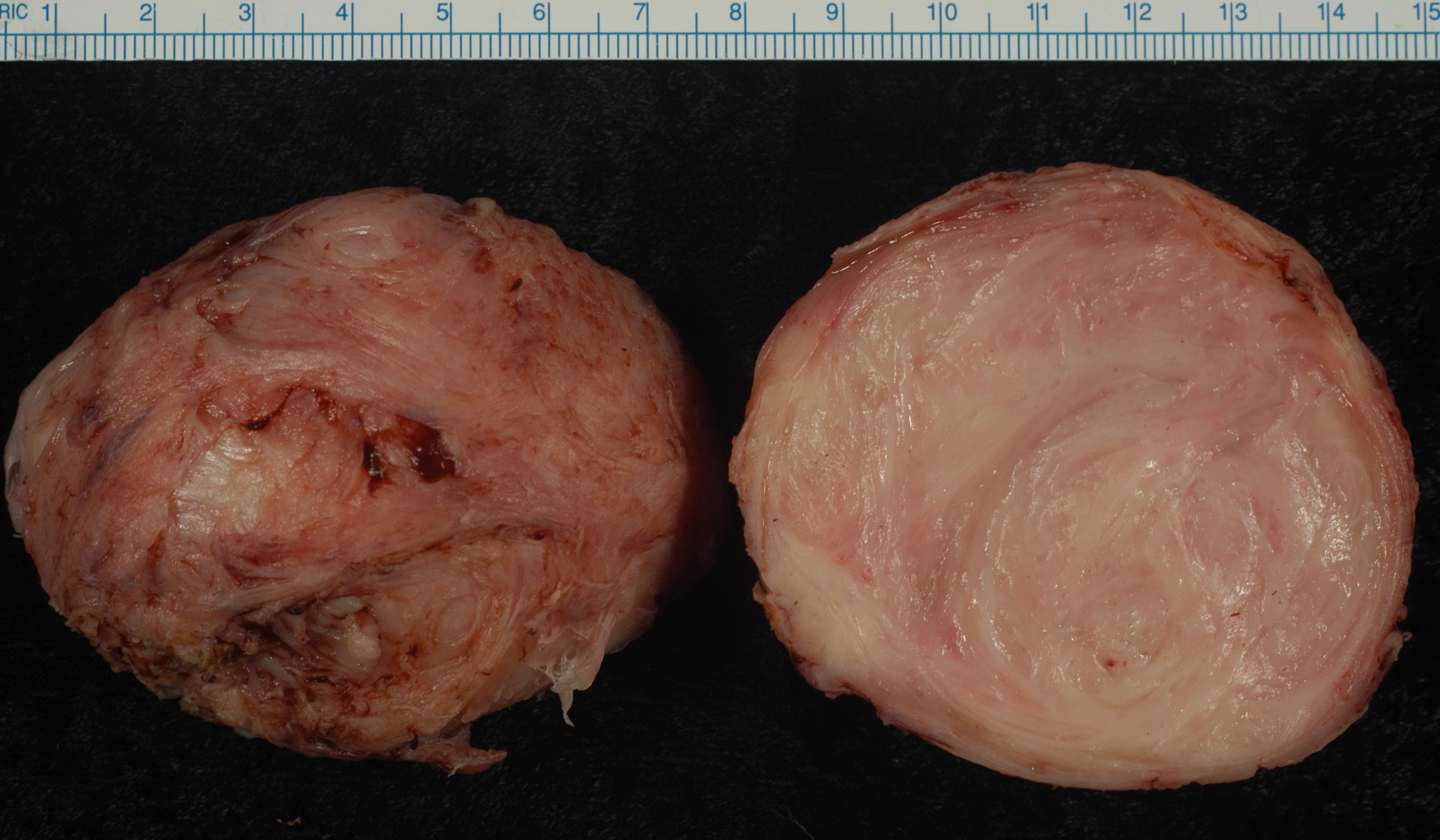
Wyłuszczone podczas zabiegu miomektomii mięśniaki macicy

Mięśniak macicy (łac. myoma, l.mn. myomata uteri) – łagodny guz nazywany również włókniakiem macicy, histologicznie mięśniak gładkokomórkowy (łac. leiomyoma). Mięśniaki powstają z tkanki mięśniowej macicy i rozwijają się w jej trzonie. Występują pojedynczo albo w grupie. Mięśniaki są najczęstszymi nowotworami niezłośliwymi macicy.

## Podział i lokalizacja
- mięśniak podsurowiczy (podsurowicówkowy) - łac. myoma subserosum
- mięśniak śródścienny (intramuralny) - łac. myoma intramuralis
- mięśniak podśluzówkowy (submukozalny) - łac. myoma submucosum
- mięśniak uszypułowany (może przechodzić w mięśniak rodzący się) - łac. myoma nascens
- mięśniak szyjkowy - łac. myoma cervicalis
- mięśniak międzywięzadłowy (międzyblaszkowy)

W 90% przypadków mięśniaki są mnogie; w 90% występują w trzonie macicy. Najczęstsze są mięśniaki śródścienne. Mięśniaki uszypułowane, szyjkowe i międzywięzadłowe są rzadkie.

## Objawy i przebieg
Najczęściej bezobjawowe. Duże i mnogie mięśniaki objawiają się: powiększeniem brzucha, obfitymi i długotrwałymi miesiączkami, zaparciami, przewlekłymi bólami krzyża, częstym oddawaniem moczu (jeśli mięśniak jest duży i powoduje ucisk na pęcherz moczowy), bolesnym współżyciem, trudnościami w zajściu w ciążę, poronieniami.
Najczęściej pojawiają się w wieku 35–45 lat, rzadko w okresie dojrzewania i po menopauzie. Sprzyjają im zaburzenia hormonalne i skłonności genetyczne
Ryzyko transformacji złośliwej mięśniaka do mięsaka gładkokomórkowego (leiomyosarcoma)
jest niewielkie, szacuje się je na 0,1–0,8%.

## Etiologia
Przyczyna powstania mięśniaka macicy nie jest do końca znana, jednak na wzrost stymulująco działają estrogeny.

## Rozpoznanie
Rozpoznanie opiera się na wywiadzie, badaniu ginekologicznym i wyniku badania USG.

## Leczenie
Metodą z wyboru leczenia objawowych mięśniaków macicy jest ich wyłuszczenie (miomektomia). W przypadku dużych mięśniaków zastosowanie znajdują analogi gonadoliberyny, zmniejszające masę guza i ograniczające jego ukrwienie.
Przyjmuje się, że do leczenia laparoskopowego kwalifikują się pacjentki z niewielką liczbą mięśniaków (do 3), których średnica nie przekracza 10 cm.
Można również leczyć objawowe mięśniaki macicy metodą małoinwazyjną – embolizacją tętnic macicznych wykonywaną pod kontrolą angiografu przez radiologa zabiegowego we współpracy z ginekologiem.
Od początków XXI w. do leczenia mięśniaków macicy wykorzystywana jest też termoablacja ultradźwiękowa, będąca metodą nieinwazyjną. W Polsce zabiegi leczenia skoncentrowanymi falami ultradźwięków pod kontrolą rezonansu magnetycznego (MRgFUS) wykonywane są w ośrodkach w Rzeszowie, Kielcach i Warszawie.
Wyniki badań wskazują korzystny wpływ suplementacji witaminy D w leczeniu mięśniaków. Prowadzone są również badania nad wpływem innych suplementów diety m.in. ekstrakt z zielonej herbaty (EGCG), kurkuma.

## Klasyfikacja ICD10
| kod ICD10     | nazwa choroby                                 |
| ------------- | --------------------------------------------- |
| ICD-10: D25   | Mięśniak gładkokomórkowy macicy               |
| ICD-10: D25.0 | Mięśniak gładkokomórkowy podśluzówkowy macicy |
| ICD-10: D25.1 | Mięśniak gładkokomórkowy śródścienny macicy   |
| ICD-10: D25.2 | Mięśniak gładkokomórkowy podsurowiczy macicy  |
| ICD-10: D25.9 | Mięśniak gładkokomórkowy macicy, nieokreślony |